# Trotonotus nigridorsalis
Trotonotus nigridorsalis är en fjärilsart som beskrevs av Alexander Schintlmeister 1997. Trotonotus nigridorsalis ingår i släktet Trotonotus och familjen tandspinnare. Inga underarter finns listade i Catalogue of Life.